# Samuel de Haber
Pour les articles homonymes, voir Haber.
Samuel, baron de Haber, né le 6 mars 1812 à Karlsruhe et mort le 9 juin 1892 à Paris, est un financier franco-autrichien.

## Biographie
Samuel Arthur de Haber (en allemand : von Haber) est le fils du baron Salomon von Haber, un financier autrichien d'origine juive.
Il suit la carrière financière familiale et devient banquier à Vienne, Karlsruhe et Paris, menant notamment des opérations financières pour le compte de l'État autrichien et s'associant dans les affaires avec les Stern et Schnapper.
Il est parmi les fondateurs de la Darmstädter Bank für Handel und Industrie en 1853,, de la Bodencreditanstalt en 1863 et de la Banque de Paris et des Pays-Bas en 1872.
Avec Augustin Pouyer-Quertier, il prend part au paiement de l'indemnité de guerre prevue par le traité de Francfort du 10 mai 1871. Il obtient à cette même époque ses lettres de naturalisation française.
Il devient membre du comité directeur de la London Banking Association à Paris.
Il acquiert l'hôtel de Saint-Paul (rue Roquépine, dans le 8e arrondissement de Paris) en 1868, puis en 1872, non loin de la capitale française, le château de Courances dont il fait restaurer les bâtiments et aménager le parc par l'architecte Hippolyte Destailleur.
Gendre de Guillaume Beer; sa fille Fanny-Laure épousera successivement le comte Octave de Béhague et James Marie Antoine Monjaret de Kerjégu.
Suivant le chemin de sa femme, il se convertira au catholicisme.

## Sources
- Haber, Samuel Freiherr von, in: Deutsche Biographie